# Scopula wittei
Scopula wittei là một loài bướm đêm trong họ Geometridae.